# Miss Colombia 2002
Miss Colombie 2002, la 68e édition du concours Miss Colombie, s'est tenu à Carthagène des Indes, en Colombie, le 12 novembre 2002, après trois semaines d'événements. La gagnante du concours est Diana Lucia Mantilla Prada, Miss Santander.
Le concours a été diffusé en direct sur RCN TV depuis le Centro de Convenciones Julio Cesar Turbay à Carthagène des Indes, en Colombie. À l'issue de la dernière soirée de compétition, la tenante du titre sortant, Vanessa Mendoza, a couronné Diana Lucia Mantilla Prada, Miss Santander, Miss Colombie.

## Résultats
- Miss Colombie 2002 – Diana Lucia Mantilla Prada (Santander)

Les finalistes étaient :
- 1re finaliste - Virreina Nacional - Isabel Sofia Cabrales Baquero (Cartagena DT y C)
- 2e dauphine - Clara Inés Martínez Aarón (Santa Marta)
- 3e dauphine - Karla Zuluaga Suárez (Caldas)
- 4e dauphine - Gina Paola Arango Lemos (Valle)

Les dix demi-finalistes comprennent, mais ne sont pas limités à :
- Diana María Moreno Hernández (Atlántico)
- Brenda María Juan Guardela (Bolívar)
- Sara Elisa Parodi Brito  (Guajira)
- Lina Zulema Casanova Del Castillo (Nariño)
- Jessica Samantha Pereira Hooker (San Andrés, Providencia et Santa Catalina)

## Délégués
Les délégués de Miss Colombie 2002 sont :
- Antioquia -  Carolina Giraldo García
- Atlántico -  Diana María Moreno Hernández
- Barranquilla -  Liliana de Cambil Ávila
- Bogotá - María Molina Salazar
- Bolívar -  Brenda María Juan Guardela
- Caldas - Karla Zuluaga Suárez
- Cartagena DT y C - Isabel Sofia Cabrales Baquero
- Cauca - Liliana María Simmonds Villada
- Cesar - Berta de los Ángeles Velásquez B.
- Chocó - Carolina Quintero Schuller
- Córdoba - Sandra Juliana Tous de la Ossa
- Cundinamarca - Liliana Isabel Jiménez Moreno
- Guajira - Sara Elisa Parodi Brito
- Magdalena - Esther María Bornacelli García
- Meta - Andrea Viviana Svenson Gonfrier
- Nariño - Lina Zulema Casanova Del Castillo
- Norte de Santander - Naidu Patricia Illera Arango
- Quindío - Lina María Maya Giraldo
- Risaralda - Marcela Delgado Rincón
- San Andrés et Providencia -  Jessica Samantha Pereira Hooker
- Santa Marta -  Clara Inés Martínez Aarón
- Santander - Diana Lucia Mantilla Prada
- Sucre - Liliana Patricia Romero Iriarte
- Tolima - Adriana Katherine Coca Gaitán
- Valle - Gina Paola Arango Lemos